# AL 333
AL 333 (Afar Locality 333) ist die wissenschaftliche Bezeichnung für einen ungewöhnlich umfangreichen Fund von Fossilien der Art Australopithecus afarensis, der im November 1976 in Hadar (Äthiopien) gemacht wurde. Die mehrjährigen Ausgrabungen brachten rund 240 Überreste von Knochen zu Tage, die insgesamt 17 Individuen zugeordnet werden konnten: neun Erwachsenen, drei Heranwachsenden und fünf Kindern. Ihr Alter wurde – wie das von Lucy – auf 3,2 Millionen Jahre datiert. Vom Grabungsleiter, Donald Johanson, wurde der Fund als First Family („die erste Familie“) bezeichnet.
Alle Knochen stammen aus einer einzigen Erdschicht, deren Sedimente zwischen zwei Schichten aus Vulkanasche eingebettet waren und daher mit Hilfe der Argon-Argon-Methode zuverlässig datiert werden konnten. Die meisten Knochen waren an einem Steilhang infolge von Bodenerosion freigelegt worden, aber kaum verwittert; nur 19 Fossilien wurden an ihrer ursprünglichen Position ausgegraben. Die Knochen weisen keine Bissspuren von Raubtieren oder Aasfressern auf, sind jedoch zumeist zerbrochen. Daher wird vermutet, dass die Leichen in einem Fluss weggetragen und später angeschwemmt wurden. Da in der Nähe der Australopithecus-Fossilien nur wenige andere Knochen – von Fischen und Nagern – gefunden wurden, ist Donald Johanson zufolge die Wahrscheinlichkeit recht groß, dass eine Gruppe von Australopithecus afarensis gemeinsam umkam, womöglich eine Gruppe von Verwandten. Die besondere Bedeutung des Fundes besteht darin, dass die Mitglieder der Gruppe ein unterschiedliches Lebensalter hatten, aber zum gleichen Zeitpunkt starben. Daher konnten – auch aufgrund des guten Erhaltungszustands mehrerer recht vollständiger Unterkiefer und Oberkiefer – unter anderem Rückschlüsse  auf die Entwicklung vom Kind zum Erwachsenen und auf die Größenunterschiede von männlichen und weiblichen Individuen gezogen werden.
Der älteste fossile Beleg für einen Fuß, der von seiner Funktion her mit dem Fuß des Menschen vergleichbar ist, stammt ebenfalls von der Fundstelle AL 333: Es ist ein vollständig erhaltener Mittelfußknochen von Australopithecus afarensis (Archiv-Nummer AL 333-160), dessen Merkmale sowohl das Vorhandensein eines Längsgewölbes als auch eines Quergewölbes erkennen lassen. Der Deutung dieses Fundes zufolge war seinerzeit der Übergang von einem für das Klettern im Geäst optimierten Greiffuß zu einem als „Stoßdämpfer“ beim aufrechten Laufen fungierenden Fußgewölbe bereits weit fortgeschritten.
Entdeckt worden war die Fundstätte AL 333 im Herbst 1976 von William H. Kimbel.

## Belege
1. ↑  Maurice Taieb, Donald Johanson, Yves Coppens, Jean-Jacques Tiercelin: Expedition internationale de l’Afar, Ethiopie (4eme et 5eme Campagne 1975–1977): Chronostratigraphie des gisements a hominides Pliocene de l’Hadar et correlations avec les sites prehistoriques de Kana Gona. In: Comptes Rendus de l’Académie des Sciences de Paris. Band 287, 1978, S. 459–461.
2. 1 2  Donald Johanson: Lucy und ihre Kinder. 2. aktualisierte und erweiterte Auflage, Elsevier Verlag, München 2000, S. 135, ISBN 978-3-8274-1670-4.
3. ↑  Anna K. Behrensmeyer: Paleoenvironmental context of the Pliocene A.L. 333 „First Family“ hominin locality, Hadar Formation, Ethiopia. In: GSA Special Papers. Band 446, 2008, S. 203–214.
4. ↑  Philip L. Reno et al.: Sexual dimorphism in Australopithecus afarensis was similar to that of modern humans. In: PNAS. Band 100, Nr. 16, 2003, S. 9404–9409, doi:10.1073/pnas.1133180100
J. Michael Plavcan et al.: Sexual dimorphism in Australopithecus afarensis revisited: how strong is the case for a human-like pattern of dimorphism? In: Journal of Human Evolution. Band 48, Nr. 3, 2005, S. 313–320, doi:10.1016/j.jhevol.2004.09.006.
5. ↑  Carol V. Ward, William H. Kimbel und Donald C. Johanson: Complete Fourth Metatarsal and Arches in the Foot of Australopithecus afarensis. In: Science. Band 331, Nr. 6018, 2011, S. 750–753, doi:10.1126/science.1201463.
6. ↑  Bernard Wood: William Howard Kimbel (1954–2022). In: Journal of Human Evolution. Band 171, 2022, 103248, doi:10.1016/j.jhevol.2022.103248.